# Elencos da Veranclassic-Ekoi
A equipa ciclista profissional Veranclassic-Ekoi tem tido, durante toda a sua história, os seguintes elencos:

## Doltcini-Flanders

### Elenco de 2013
| Nome                   | Nascimento | Nacionalidade | Equipa de 2012                   |
| Kenzie Boutté          | 24/09/1992 | Bélgica       | Soenens-Construkt Glas           |
| Henryk Cardoen         | 28/08/1987 | Bélgica       | Geofco-Ville d'Alger             |
| Erwin De Kerf          | 21/06/1979 | Bélgica       | Thielmans                        |
| Daniel Domínguez       | 16/06/1985 | Espanha       | NSP-Ghost                        |
| Darijus Džervus        | 20/07/1990 | Lituânia      | Bianchi-Lotto-Nieuwe Hoop Tielen |
| Gorik Gardeyn          | 17/03/1980 | Bélgica       | Champion System                  |
| Martial Gène           | 30/06/1984 | França        | Excelsior                        |
| Chris Jory             | 12/03/1987 | Austrália     | VL Technics Abutriek             |
| Maniusis Martynas      | 16/08/1989 | Lituânia      | Fuji Teste                       |
| Nick Mertens           | 06/01/1987 | Bélgica       | Illi Bikes                       |
| Michael Nicolson       | 10/08/1985 | Reino Unido   | Geofco-Ville d'Alger             |
| Steve Schets           | 20/04/1984 | Bélgica       | Bofrost-Steria                   |
| Andris Smirnovs        | 06/02/1990 | Letônia       | Rietumu-Delfin                   |
| Mikaël Stilite         | 20/03/1992 | Bélgica       | Geofco-Ville d'Alger             |
| Kevin Suárez           | 17/10/1989 | Bélgica       | Colba-Superano Ham               |
| Jake Tanner            | 06/11/1991 | Reino Unido   | Geofco-Ville d'Alger             |
| Elias Van Breussegem   | 17/04/1992 | Bélgica       | BCV Works CT Ingelmunster        |
| Rick van Caldenborgh   | 05/08/1993 | Países Baixos | Colba-Superano Ham               |
| Mathias Van Holderbeke | 18/12/1992 | Bélgica       | Colba-Superano Ham               |
| Gert-Jan Van Immerseel | 10/10/1990 | Bélgica       | Raiko Stölting                   |
| Thomas Vernaeckt       | 07/11/1988 | Bélgica       | Geofco-Ville d'Alger             |
| Kevin Verwaest         | 06/01/1989 | Bélgica       | Bofrost-Steria                   |

Stagiares
Desde 1 de agosto os seguintes corredores passaram a fazer parte da equipa como stagiares (aprendizes à prova).
| Corredor     | Nascimento | Nacionalidade | Equipa 2013                 |
| ------------ | ---------- | ------------- | --------------------------- |
| Fraser Gough | 09/02/1993 | Nova Zelândia | Royal Antwerp Bicycle Clube |
| Bram Nolten  | 10/10/1990 | Bélgica       | Croford                     |

## Veranclassic-Doltcini

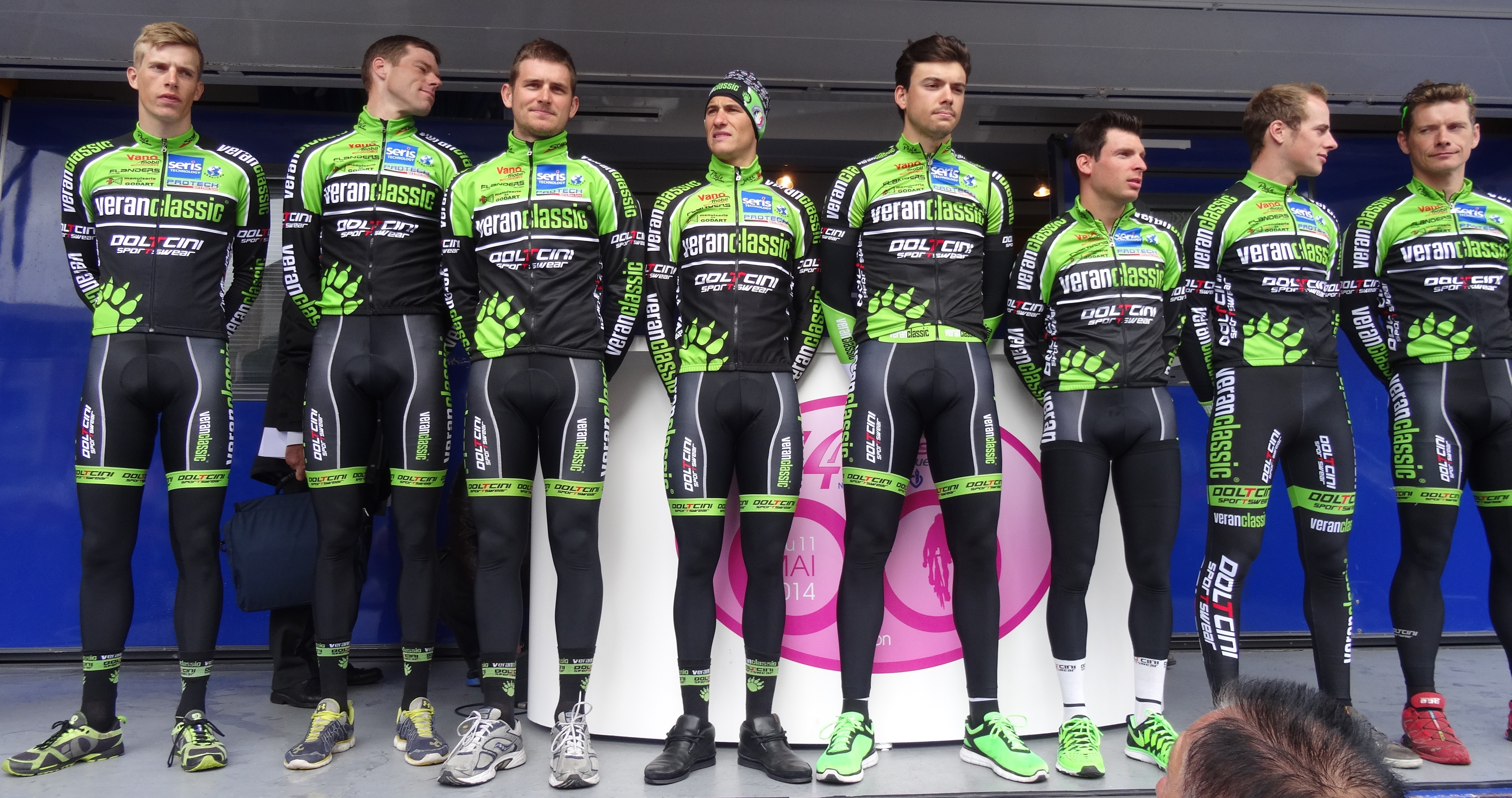
Alguns corredores nos Quatro Dias de Dunquerque de 2014

### Elenco de 2014
| Nome                      | Nascimento | Nacionalidade | Equipa de 2013            |
| Fabien Bacquet            | 28/2/1986  | França        | BigMat-Auber 93           |
| Steve Bekaert             | 26/12/1990 | Bélgica       | Burgos BH-Castilla y León |
| Giorgio Brambilla         | 19/09/1988 | Itália        | Atlas Personal-Jakroo     |
| Gilles Devillers          | 12/2/1985  | Bélgica       | Crelan-Euphony            |
| Serge Dewortelaer         | 28/10/1991 | Bélgica       | Cor Code-Biowanze         |
| Darijus Džervus           | 20/7/1990  | Lituânia      | Doltcini-Flanders         |
| Denis Flahaut             | 28/11/1978 | França        | Colba-Superano Ham        |
| Gorik Gardeyn             | 17/03/1980 | Bélgica       | Doltcini-Flanders         |
| Patrick Gaudy             | 09/03/1977 | Bélgica       | Neoprofissional           |
| Tom Goovaerts             | 03/07/1988 | Bélgica       | 3M                        |
| Cameron Karkowski         | 03/04/1991 | Nova Zelândia | Neoprofissional           |
| Martijn Keizer            | 25/03/1988 | Países Baixos | Vacansoleil-DCM           |
| Wouter Mol                | 25/03/1988 | Países Baixos | Vacansoleil-DCM           |
| Rick Ottema               | 25/06/1992 | Países Baixos | De Rijke-Shanks           |
| Lewis Rigaux              | 08/08/1990 | Bélgica       | 3M                        |
| Sébastien Rosseler        | 15/07/1981 | Bélgica       | Garmin-Sharp              |
| Bob Schoonbroodt          | 12/02/1991 | Países Baixos | Cyclingteam De Rijke      |
| Hamish Schreurs           | 23/01/1994 | Nova Zelândia | Neoprofissional           |
| Joeri Stallaert           | 25/01/1991 | Bélgica       | Crelan-Euphony            |
| Yu Takenouchi             | 01/09/1988 | Japão         | Colba-Superano Ham        |
| Francesco Van Coppernolle | 16/04/1991 | Bélgica       | Ventilair-Steria          |
| Frederik Vandewiele       | 11/02/1991 | Bélgica       | Ventilair-Steria          |
| Kevin Verwaest            | 06/1/1989  | Bélgica       | Doltcini-Flanders         |
| Sascha Weber              | 23/02/1988 | Alemanha      | Team Differdange-Losch    |

1. ↑  Até 15 de maio
2. ↑  Até 31 de agosto
3. ↑  Desde 1 de setembro
4. ↑  Até 28 de fevereiro
5. ↑  Desde 28 de fevereiro
6. ↑  Desde 14 de maio

Stagiares

Desde 1 de agosto, os seguintes corredores passaram a fazer parte da equipa como stagiaires (aprendizes à prova).
| Corredor           | Nascimento | Nacionalidade | Equipa de 2014              |
| ------------------ | ---------- | ------------- | --------------------------- |
| Gianni Bossuyt     | 13/05/1994 | Bélgica       | Baguet-MIBA Poorten-Indulek |
| Alessandro Soenens | 01/12/1993 | Bélgica       | BCV Works-Soenens           |

## Veranclassic-Ekoi

### Elenco de 2015
| Nome                      | Nascimento | Nacionalidade | Equipa de 2014                 |
| Jonathan Breyne           | 04/01/1991 | Bélgica       | Josan-To Win Cycling Team      |
| Edwig Cammaerts           | 17/07/1987 | Bélgica       | Cofidis, lhe Credit em Ligne   |
| Robbe Casier              | 16/07/1996 | Bélgica       | Josan-To Win Cycling Team      |
| Niels De Rooze            | 06/09/1992 | Bélgica       | To Win-Josan                   |
| David Desmecht            | 22/12/1992 | Bélgica       | Neoprofissional                |
| Julien Dechesne           | 10/04/1991 | Bélgica       | T.palm-Pôle Continental Wallon |
| Serge Dewortelaer         | 28/10/1991 | Bélgica       | Veranclassic-Doltcini          |
| Dirk Finders              | 29/07/1985 | Alemanha      | To Win-Josan                   |
| Gorik Gardeyn             | 17/03/1980 | Bélgica       | Veranclassic-Doltcini          |
| Patrick Gaudy             | 09/03/1977 | Bélgica       | Veranclassic-Doltcini          |
| Justin Jules              | 20/09/1986 | França        | Team La Pomme Marseille 13     |
| Mathias Krigbaum          | 03/02/1995 | Dinamarca     | Riwal Cycling Team             |
| Antoine Leleu             | 20/10/1993 | Bélgica       | Cor Code-Biowanze              |
| Paul-Mickaël Menthéour    | 21/06/1989 | França        | Neoprofissional                |
| Martial Roman             | 13/11/1987 | França        | Atlas Personal-Jakroo (2011)   |
| Sébastien Rosseler        | 15/07/1981 | Bélgica       | Veranclassic-Doltcini          |
| Melvin Rulliere           | 22/12/1989 | França        | Neoprofissional                |
| Robin Stenuit             | 16/06/1990 | Bélgica       | Wallonie-Bruxelles             |
| Yu Takenouchi             | 01/09/1988 | Japão         | Veranclassic-Doltcini          |
| Francesco Van Coppernolle | 16/04/1991 | Bélgica       | Veranclassic-Doltcini          |
| Julien Van den Brande     | 06/01/1995 | Bélgica       | To Win-Josan                   |
| Thomas Vaubourzeix        | 16/06/1989 | França        | Team La Pomme Marseille 13     |
| Arnaud Voss               | 04/11/1992 | Bélgica       | Neoprofissional                |

1. ↑  Falece a 10 de março
2. ↑  Desde 1 de agosto
3. ↑  Até 17 de junho
4. ↑  Até 1 de julho

Stagiares

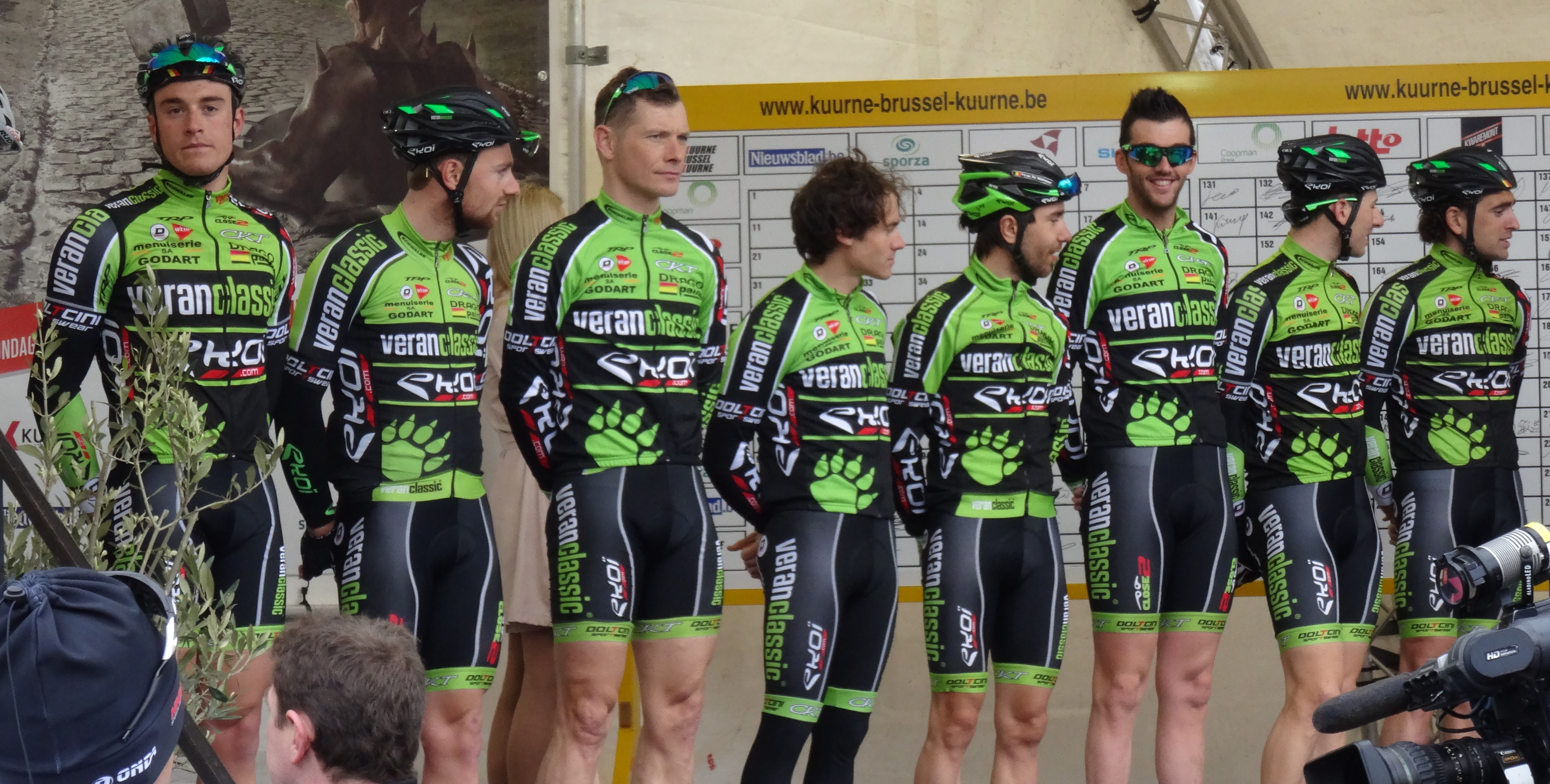
Alguns corredores no Kuurne-Bruxelas-Kuurne do 2015

Desde a 1 de agosto, os seguintes corredores passaram a fazer parte da equipa como stagiaires (aprendizes à prova).
| Corredor      | Nascimento | Nacionalidade | Equipa de 2015                  |
| ------------- | ---------- | ------------- | ------------------------------- |
| Jelle Goderis | 24/03/1991 | Bélgica       |                                 |
| Waile Kahkahy | 04/06/1995 | Marrocos      | Probikeshop Saint-Étienne Loire |
| Kenny Willems | 27/10/1993 | Bélgica       |                                 |

## Veranclassic - AGO

### Elenco de 2016
| Nome                  | Nascimento | Nacionalidade | Equipa de 2015                     |
| Kenny Bouvry          | 07/04/1994 | Bélgica       | Neoprofissional                    |
| Jonathan Breyne       | 04/01/1991 | Bélgica       | Veranclassic-Ekoi                  |
| Alexis Caresmel       | 03/07/1992 | França        | Neoprofissional                    |
| Adrien Caulfield      | 28/07/1993 | França        | Neoprofissional                    |
| Niels De Rooze        | 06/09/1992 | Bélgica       | Veranclassic-Ekoi                  |
| Julien Dechesne       | 10/04/1991 | Bélgica       | Veranclassic-Ekoi                  |
| Justin Jules          | 20/09/1986 | França        | Veranclassic-Ekoi                  |
| Mathias Krigbaum      | 03/02/1995 | Dinamarca     | Veranclassic-Ekoi                  |
| Matthias Legley       | 15/01/1994 | Bélgica       | Neoprofissional                    |
| Antoine Leleu         | 20/10/1993 | Bélgica       | Veranclassic-Ekoi                  |
| Sam Lennertz          | 03/09/1990 | Bélgica       | Vastgoedservice-Golden Palace      |
| Christophe Masson     | 06/09/1985 | França        | Differdange-Apiflo Vacances (2008) |
| Yannick Mayer         | 16/02/1991 | Alemanha      | Bike Aid                           |
| Robin Mertens         | 08/11/1991 | Bélgica       | Neoprofissional                    |
| Dimitri Peyskens      | 26/11/1991 | Bélgica       | Team 3M                            |
| Ioannis Spanopoulos   | 20/05/1993 | Grécia        | Etcetera Worldofbike (2013)        |
| Julien Van den Brande | 06/01/1995 | Bélgica       | Veranclassic-Ekoi                  |
| Massimo Vanderaerden  | 21/01/1995 | Bélgica       | Neoprofissional                    |
| Arnaud Voss           | 04/11/1992 | Bélgica       | Veranclassic-Ekoi                  |

1. 1 2  Desde 13 de julho
2. ↑  Até a 14 de março

Stagiares

Desde 1 de agosto, os seguintes corredores passaram a fazer parte da equipa como stagiaires (aprendizes à prova).
| Corredor      | Nascimento | Nacionalidade | Equipa de 2016 |
| ------------- | ---------- | ------------- | -------------- |
| Axel Flet     | 01/05/1994 | França        |                |
| Samuel Leroux | 27/11/1994 | França        |                |